# Guerra civile seleucide (124-123 a.C.)
La guerra civile seleucide del 124 - 123 a.C. fu un conflitto armato combattuto all'interno dell'impero seleucide tra il sovrano regnante, Alessandro II Zabina, che aveva usurpato il trono di Demetrio II Nicatore, e l'erede della dinastia seleucide Antioco VIII, appoggiato dalla madre Cleopatra Tea.

## Antefatti
A seguito di una guerra civile, Alessandro II Zabina era riuscito a conquistare il trono seleucide sconfiggendo Demetrio II Nicatore, grazie all'aiuto del sovrano egizio Tolomeo VIII; tuttavia, la città di Tolemaide di Fenicia era rimasta ben salda nelle mani di Cleopatra Tea, moglie di Demetrio II, la quale aveva elevato a proprio co-regnante dapprima il figlio maggiore Seleuco V, da lei fatto assassinare poco dopo, e quindi il figlio minore, Antioco VIII. Il successo di Alessandro secondo portò Tolomeo VIII a vederlo come un possibile rivale e quindi decise di appoggiare Cleopatra e Antioco, i quali sfidarono l'autorità di Alessandro.

## Guerra
Nel 124 a.C. ci fu uno scontro iniziale tra i due eserciti e Alessandro fu sconfitto; costretto a ritirarsi ad Antiochia, dove sembra che per ottenere denaro attinse al tesoro di un tempio, cosa che scatenò contro di lui la rivolta della popolazione. Cercò quindi rifugio a Seleucia di Pieria, dove non fu accolto, e quindi via mare andò a sud arrivando a Posideion; Alessandro II fu quindi catturato e consegnato ad Antioco VIII, che lo portò nel proprio campo e lo fece uccidere nel 123 a.C. (secondo altre fonti, invece, Alessandro commise suicidio).

## Conseguenze
Antioco e Cleopatra continuarono quindi a regnare congiuntamente fino al 121 a.C., quando la regina madre morì avvelenata. Il fratellastro di Antioco VIII, Antioco IX, figlio di Cleopatra Tea e Antioco VII e mandato in esilio dalla madre in giovinezza, tornò nei territori seleucidi nel 114 a.C., scatenando una nuova guerra civile.